# Ad-hoc

Ad-hoc este o expresie latină cu sensul de „pentru aceasta” („anume pentru acest scop”), folosită printre altele pentru  caracterizarea unui organ înființat spre a exercita o misiune cu caracter temporar, de circumstanță. În practica juridică, spre exemplu, termenul definește numirea de către un stat a unui judecător într-o afacere determinantă. Într-un sens foarte general, ad hoc semnifică o soluție care a fost adoptată pentru un scop precis, spre deosebire de o soluție permanentă sau îndelung elaborată.